# Ajedrez birmano

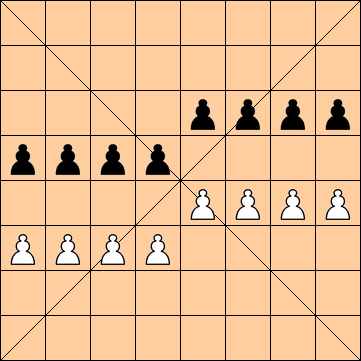
Posición inicial del juego.

El Ajedrez birmano (en birmano: စစ်တုရင်), también conocido como Sittuyin, es un juego similar al ajedrez del que se cree que es un descendiente casi directo del chaturanga. Sit es la palabra birmana para ejército. Sittuyin quiere decir algo así como representación del ejército. En Birmania, el juego ha sido sobrepasado en popularidad por el ajedrez internacional, aunque sigue practicándose en las regiones del noroeste.

## Reglas
Al comienzo de la partida sólo los peones se encuentran en el tablero. El juego comienza con ambos jugadores colocando sus piezas, de modo alternativo en su mitad del tablero, detrás de sus peones. También se pueden colocar en los escaques de los peones las piezas del jugador, y luego colocar el peón en algún lugar detrás de los demás. El blanco puede objetar cuando el negro coloca las torres en la misma fila que él o en la misma fila del rey blanco.
Las piezas se mueven del mismo modo que en el ajedrez, con la excepción del alfil (llamado elefante), la dama (llamada general o alferza) y el peón:
- El elefante mueve un paso en cualquier dirección diagonal o hacia adelante (como el general plateado en el Shōgi);
- El general mueve una casilla en diagonal en cualquier dirección (como el alferza en Shatranj).
- Los peones no tienen la posibilidad de doble movimiento al principio. Se convierten en generales cuando alcanzan las líneas diagonales marcadas en el tablero del lado del enemigo. La promoción sólo es posible si el propio general ha sido capturado. Si un jugador tiene un peón en la casilla de promoción y su general ya no está en el tablero, el jugador puede convertirlo en alferza en lugar de mover. Un peón que pasa de la casilla de coronación ya no se podrá promover. En realidad existen dudas con respecto al movimiento del peón.

El objetivo del juego es dar jaque mate al rey contrario. No está permitido ahogar al rey del adversario. No hay enroque.

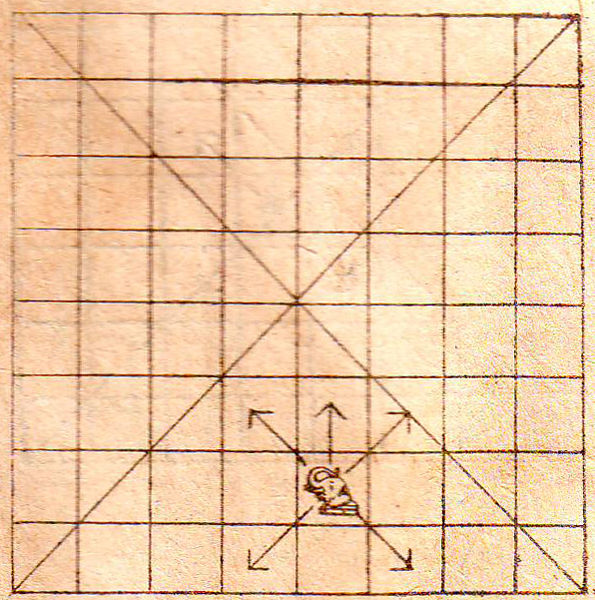
Movimiento del elefante en el juego.
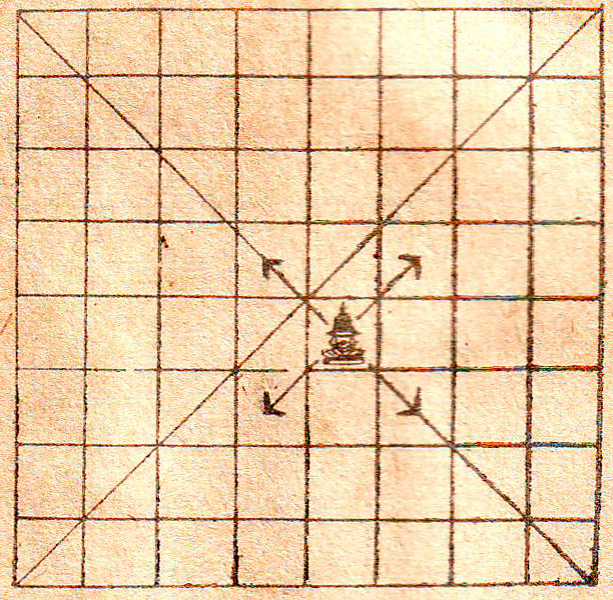
Movimiento del general en el juego.
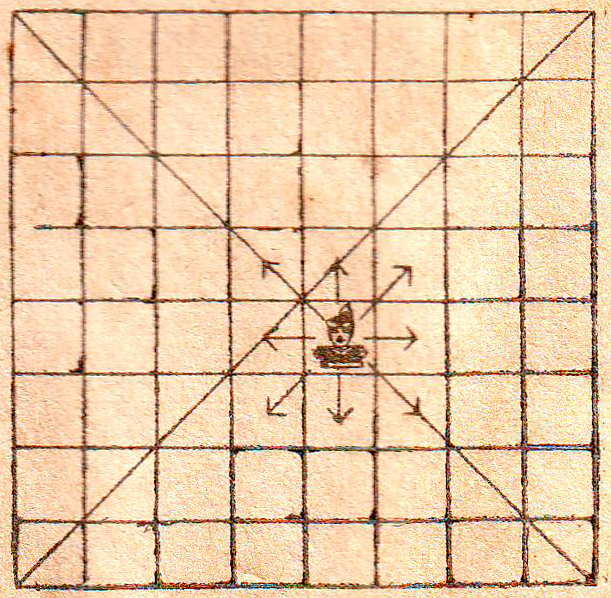
Movimiento del rey en el juego.
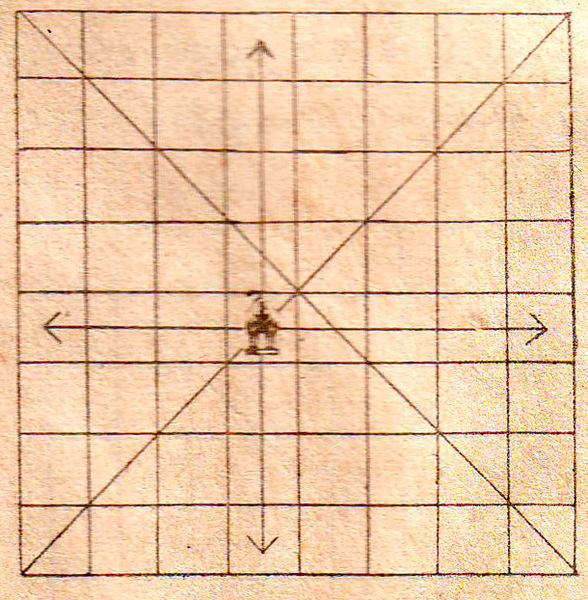
Movimiento de la torre en el juego.
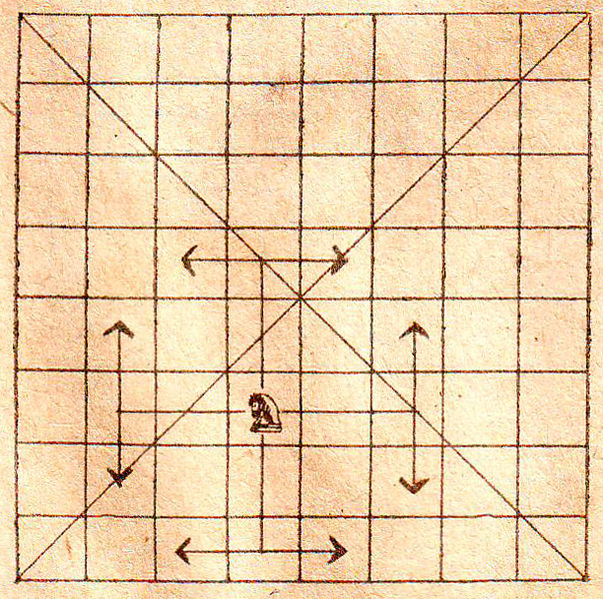
Movimiento del caballo en el juego.
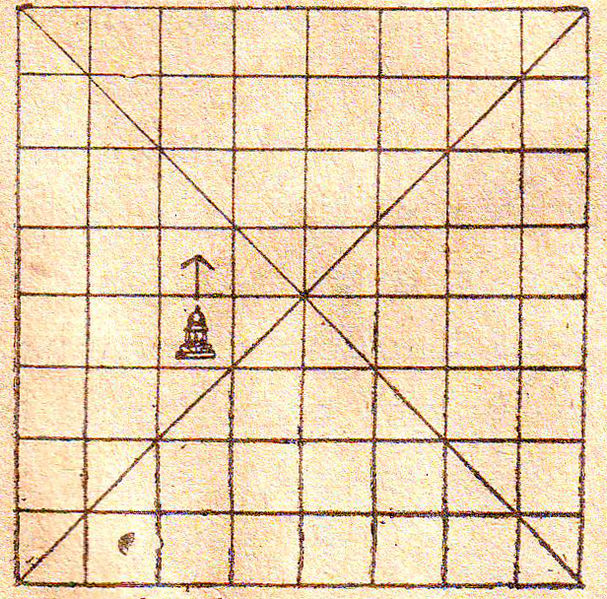
Movimiento del peon en el juego .